# كافيلي
كافيلي (Καβύλη) هي قرية تقع شمال شرق إفروس في مقاطعة فوريا إلادا في اليونان.
يبلغ عدد سكانها حوالي 1536 نسمة.